# 제13회 미쟝센 단편 영화제
제13회 미쟝센 단편 영화제는 2014년 6월 26일에 열린 시상식이다.

## 수상 및 후보

### 비정성시 최우수작품상
- 일등급이다 - 이정호 수상

### 사랑에관한짧은필름 최우수작품상
- 여름방학 - 손태겸 수상

### 절대악몽 최우수작품상
- 12번째 보조사제 - 장재현 수상

### 희극지왕 최우수작품상
- 왜 독립영화 감독들은 DVD를 주지 않는가? - 구교환 수상

### 4만번의구타 최우수작품상
- 아귀 - 송우진 수상

### 심사위원특별상
- 개진상 - 김도훈 수상
- 호산나 - 나영길 수상
- 만일의 세계 - 임대형 수상

### 심사위원 특별상 연기부문
- 만일의 세계 외 1편 - 박주희 수상
- 사브라 - 이주승 수상

### 미쟝센 상
- 어느 날 갑자기 - 이재우 수상
- 달팽이 - 진성민 수상

### I love Shorts! 관객상
- 일등급이다 - 이정호 수상

### 베스트 오브 무빙 셀프 포트레이트
- 고양이 - 윤서현 수상
- 4학년 보경이 - 이옥섭 수상

### 올레 온라인 관객상
- 4학년 보경이 - 이옥섭 수상

### 비정성시 부문
- 23℃ - 탁세웅
- 고양이 - 윤서현
- 균열 - 안용해
- 단발머리 - 유민영
- 달팽이 - 진성민
- 마침내 날이 샌다 - 한인미
- 명희 - 김태훈
- 비행소녀 - 문명환
- 사브라 - 정대건
- 어디로 - 윤영우
- 일등급이다 - 이정호
- 일어나 - 정승현
- 좋아요 - 장준엽
- 집 - 이환
- 체어맨 - 김후중
- 트리오 - 유대얼
- 풍진 - 이현빈
- 잭보이 - 강원

### 사랑에 관한 짧은 필름 부문
- 4학년 보경이 - 이옥섭
- 간절기 - 정재웅
- 감기 - 정지연
- 그 밤의 술 맛 - 남연우
- 다정하게 바삭바삭 - 장영선
- 만일의 세계 - 임대형
- 빈집 - 변성진
- 소녀 배달부 - 박영주
- 알레르기 - 김인선
- 여름방학 - 손태겸
- 컷글라스 그릇 - 임연정
- 황찡과 마부 - 양현아

### 희극지왕 부문
- 개진상 - 김도훈
- 담피소 - 박인희
- 뎀프시롤:참회록 - 정혁기 외 1명
- 삼고초려 - 안승혁
- 어젯밤에 연희가 날 더듬은 것 같은데 - 박혜민
- 예술수업 - 김혜경
- 완벽한 액션 - 이지은
- 왜 독립영화 감독들은 DVD를 주지 않는가? - 구교환
- 판매왕 문구동 - 최용수
- Tiny Planet - 유성재

### 절대악몽 부문
- 12번째 보조사제 - 장재현
- 고요의 바다 - 최항용
- 더러워 정말 - 윤모
- 디스크조각모음 - 황보새별
- 어느날 갑자기 - 유지영
- 집으로 - 전효정
- 한국관광 - 국우종
- 호산나 - 나영길

### 4만번의 구타 부문
- 가면무도회 - 안진우
- 더 파이트 - 이두훈
- 로망, 그레꼬로망 - 권봉근
- 마리오네트 - 조승연
- 배드버그 - 송경흡
- 불청객 - 이재의
- 수지 - 김신정
- 아귀 - 송우진
- 클로젯 - 박가희